# Norðtoftir
Norðtoftir (IPA: [ˈnoːɹˌtɔftɪɹ], danska: Nordtofte) är en by på Borðoys östkust i Färöarna, belägen i Hvannasunds kommun. Norðtoftir ligger vid slutet av den ena tunneln som förbinder kommunen med Klaksvík, strax efter Norðdepil och centralorten Hvannasund. I Norðtoftir finns en mottagningsstation för atlantlax, och ute på fjorden eller sundet förekommer fiske och fiskeodling.
Byn omnämndes första gång i skrift 1584. Författaren Herman Bang bodde till och från i orten och skrev flera av sina verk här.
Vid folkräkningen 2015 hade Norðtoftir endast 3 invånare.

## Befolkningsutveckling
| Befolkningsutvecklingen i Norðtoftir 1985–2015 | Befolkningsutvecklingen i Norðtoftir 1985–2015 | Befolkningsutvecklingen i Norðtoftir 1985–2015 | Befolkningsutvecklingen i Norðtoftir 1985–2015 | Befolkningsutvecklingen i Norðtoftir 1985–2015 |
| ---------------------------------------------- | ---------------------------------------------- | ---------------------------------------------- | ---------------------------------------------- | ---------------------------------------------- |
|                                                |                                                |                                                |                                                |                                                |
| År                                             |                                                |                                                | Folkmängd                                      |                                                |
| 1985                                           | 1985                                           |                                                | 11                                             |                                                |
| 1990                                           | 1990                                           |                                                | 9                                              |                                                |
| 1995                                           | 1995                                           |                                                | 9                                              |                                                |
| 2000                                           | 2000                                           |                                                | 9                                              |                                                |
| 2005                                           | 2005                                           |                                                | 7                                              |                                                |
| 2010                                           | 2010                                           |                                                | 5                                              |                                                |
| 2015                                           | 2015                                           |                                                | 3                                              |                                                |
|                                                |                                                |                                                |                                                |                                                |